# Alternanthera congesta
Alternanthera congesta là loài thực vật có hoa thuộc họ Dền. Loài này được Suess. & O.Stützer mô tả khoa học đầu tiên năm 1935.